# La Montagne des neuf Spencer
Pour plus de détails, voir Fiche technique et Distribution.
La Montagne des neuf Spencer (titre original : Spencer's Mountain) est un film américain réalisé par Delmer Daves et sorti en 1963.

## Synopsis
Clay Spencer, un courageux fermier, est marié avec Olivia et père d’une famille nombreuse. Son rêve est de construire, pour les siens, une nouvelle et spacieuse maison tout en haut de la colline de son lopin de terre. Mais divers évènements (notamment des problèmes financiers) vont contrarier son projet : terrain agricole trop cher, départ du fils aîné pour l’université…

## Fiche technique
- Titre : La Montagne des neuf Spencer
- Titre original : Spencer's Mountain
- Réalisation : Delmer Daves, assisté de Robert Totten
- Scénario : Delmer Daves d'après un roman de Earl Hamner Jr.
- Production : Delmer Daves
- Société de production : Warner Bros. Pictures
- Musique : Max Steiner
- Photographie : Charles Lawton Jr.
- Montage : David Wages
- Direction artistique : Carl Anderson
- Costumes : Marjorie Best
- Pays d'origine : États-Unis
- Langue : anglais
- Format : couleur par Technicolor — 2.35:1 Panavision — version mono (RCA Sound Recording) et version stéréo 4 pistes — 35 mm
- Genre : comédie dramatique, chronique familiale
- Durée : 118 minutes
- Date de sortie :
  - États-Unis : 16 mai 1963

## Distribution
- Henry Fonda  (V.F : Rene Arrieu) : Clay Spencer
- Maureen O'Hara  (V.F : Nadine Alari) : Olivia Spencer
- James MacArthur : Clayboy Spencer
- Donald Crisp  (V.F : Fernand Fabre) : Grandpa Spencer
- Wally Cox (V.F : Serge Lhorca) : Pasteur Goodman
- Mimsy Farmer : Claris Coleman
- Virginia Gregg : Miss Parker
- Lillian Bronson : Grandma Spencer
- Whit Bissell : Dr. Campbell
- Hayden Rorke  (V.F : Claude Péran) : Colonel Coleman
- Kathy Bennett : Minnie-Cora Cook
- Dub Taylor : Percy Cook
- Hope Summers  (V.F : Marie Francey) : Mère Ida
- Ken Mayer  (V.F : Roger Rudel) : M. John
- Veronica Cartwright : Becky Spencer
- Rory Mallinson (V.F : Pierre Leproux) : le shérif
- Narration :Rene Arrieu